# 臺北縣
臺北縣是臺灣北部過去設立的一個縣，1945年隨著中華民國光复臺灣而設立，2010年改制升格為新北市。全境環繞臺北市，東北與基隆市為鄰、東南接宜蘭縣、西南鄰桃園縣（今桃園市）。縣治位於板橋市，縣內轄有10市、4鎮、15鄉（含1個山地鄉），共設置29個鄉鎮市。

## 地理
臺北縣位於臺灣本島最北端的縣，東北與基隆市為鄰，東南接宜蘭縣，西鄰桃園縣，中間環繞臺北市。全縣極東點為貢寮鄉田寮洋子萊萊，位於東經122度01分26秒，北緯25度00分00秒；極西點為林口鄉小南灣下福，位於東經121度16分31秒，北緯24度40分05秒；極南點為烏來鄉棲蘭山，位於東經121度29分29秒，北緯24度40分51秒；極北點為石門鄉富貴角，位於東經121度31分00秒，北緯25度18分11秒；中心位置約在石碇鄉石碇村。 
該縣與臺北市及基隆市共同形成臺北都會區，屬於共同生活圈，並影響到鄰近的桃園縣及宜蘭縣。全縣土地面積2,052平方公里，約佔台灣總面積的6％，海岸線全長達120公里。境內地形豐富多變，有山地、丘陵、臺地及盆地。除北海岸多獨立入海之小型河川，及縣境東南端一小部分屬於蘭陽溪流域外，其餘地區均屬於淡水河流域，主要支流有基隆河、新店溪、景美溪、北勢溪、南勢溪、塭子溪、三峽河、大漢溪等，大小支流錯綜交織，構成優美怡人之地理環境。
該縣屬於副热带季风气候區，全年雨量多而平均，月平均最低溫為一月份的攝氏12.4度，月平均最高溫發生於七月份的攝氏33.6度。

## 歷史

### 史前時代
根據考古遺址的發掘，台北地區（包括台北縣市）在新石器时代（始於紀元前5,000年），就已經開始有人類居住。主要的史前文化遺址有大坌坑遺址、圓山遺址、芝山岩遺址及植物園遺址等。其中位於八里鄉埤頭村公田聚落南方的大坌坑遺址，年代約在紀元前5000年至2700年之間，為台灣新石器時代最早期的文化之一。
而同屬於八里鄉，位於頂罟村的十三行遺址，也是台灣北部重要的考古遺址之一。該遺址的年代約在紀元200年至1500年，在文化上屬於台灣史前時期的铁器时代，是目前台灣唯一確定擁有煉鐵技術的史前文化。
在荷西時期，台北地區主要為原住民凱達格蘭族的生活範圍，僅南部山區則有泰雅族出沒其間。17世紀中葉起，漢人開始偷渡濫墾，原住民被迫漢化或向山區遷移。

### 明鄭、清治時期
1661年（明永曆15年），鄭成功來台驅逐荷蘭人，設一府二縣，台北地區屬於北路天興縣。1684年（清康熙23年隸屬於台灣府諸羅縣。1723年（雍正元年），隸屬於淡水廳。。
1875年（光绪元年），钦差大臣沈葆楨奏請設立台北府，自此始有「台北」之稱，其意乃「位居台灣北部」。1878年設府治於艋舺、大稻埕間，裁淡水廳；台北府轄新竹、淡水、宜蘭三縣，是為臺北設府治之始。1887年台灣建省，全台分設三府，今台北縣境仍隸屬台北府。

### 日治時期
1895年6月，台灣割讓日本後，於北部設台北縣，轄基隆、宜蘭、新竹三支廳，8月又增設淡水支廳。1897年，分割台北縣而增設新竹縣及宜蘭廳，同時廢支廳，於新台北縣下置台北、士林、新庄、滬尾、景尾、桃仔園、三角湧、樹林口、中壢、基隆、金包里、頂雙溪、水返腳等十三辨務署。1901年，廢縣置廳，裁撤辦務署，於原台北縣轄區分設臺北、基隆、深坑、桃園、新竹等五廳。1909年，地方廳改制，臺北廳併基隆廳全部及深坑廳之大半，廳下分設十三支廳。1920年，復改革地方制度，廢廳置州、郡，本縣現有區域隸屬台北州。

### 戰後時期

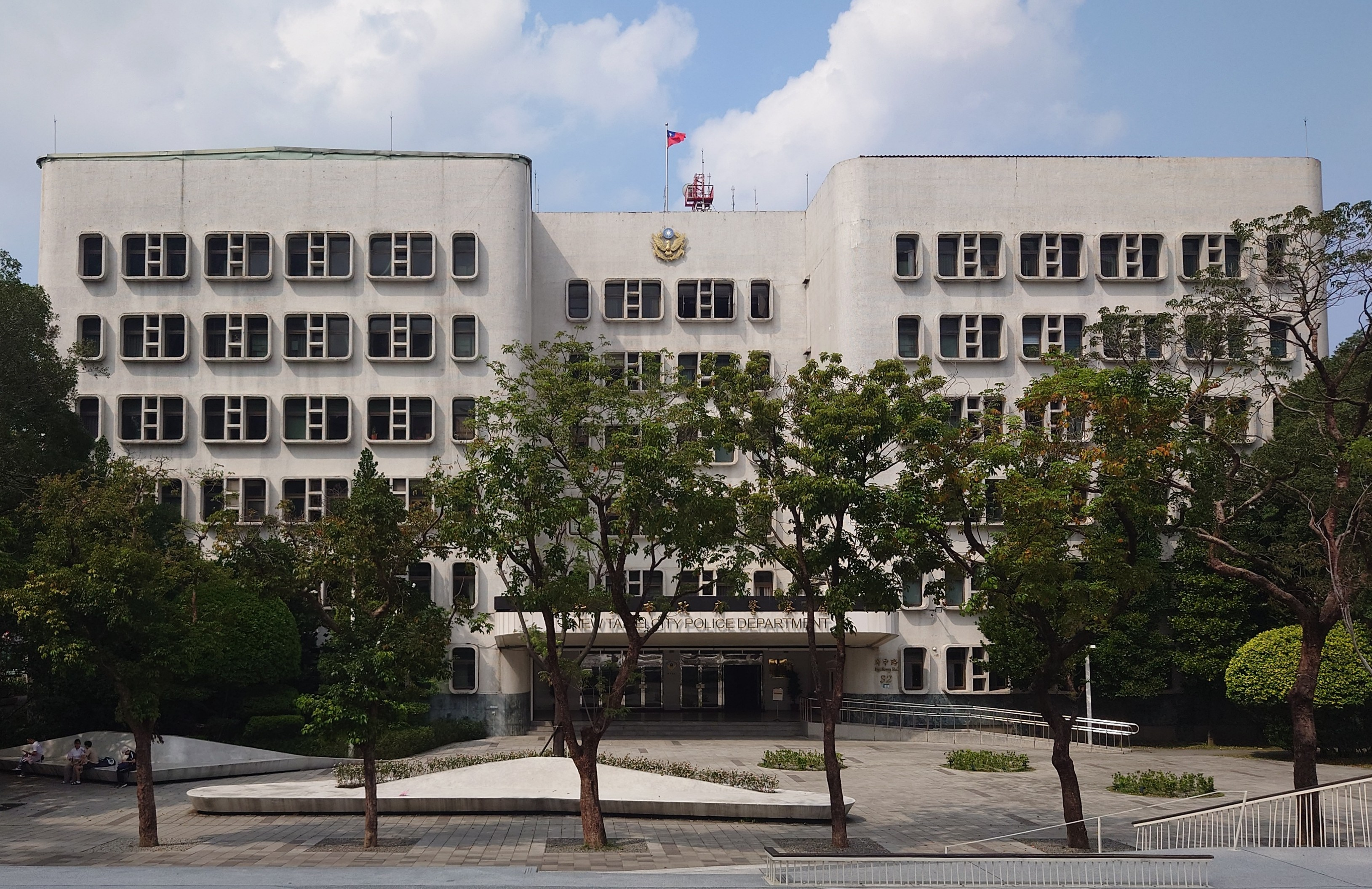
臺北縣政府舊廈，目前由新北市政府警察局進駐使用

1945年，戰後，台北州除原轄之台北、基隆二市改為省轄市外，其餘劃設台北縣，轄宜蘭市及淡水、文山、新莊、羅東、基隆、宜蘭、七星、蘇澳、海山等九區。縣政府先暫駐於台北市內華山；但因發生火災，縣政府於1946年12月遷至三重鎮；隔年1月台北縣參議會卻決議，台北縣正式縣治為板橋鎮。1947年，基隆區七堵鄉改隸基隆市，成為七堵區。1949年9月，將淡水區轄之士林、北投兩鎮劃設草山管理局（後易名為陽明山管理局）。1950年8月，台灣行政區域重新調整，本縣原轄之宜蘭市、宜蘭區、羅東區、蘇澳區劃出成立宜蘭縣；並裁各區署，而由縣府直轄各鄉鎮。1968年7月，因台北市升格為直轄市，將本縣所屬之景美鎮、南港鎮、木柵鄉、內湖鄉暨陽明山管理局所屬之士林鎮、北投鎮等六鄉鎮劃歸台北市，此後本縣轄區維持不變。

### 改制直轄市
自1979年起，由於人口已到達直轄市設置門檻，台北縣曾多次爭取改制，但均遭到中央政府否決。2007年5月4日，立法院三讀通過《地方制度法》部分條文修正案，而根據此法，人口超過兩百萬人的台北縣可準用直轄市相關財稅與人事等規定，但轄區之鄉鎮市法人地位不變，維持民選，如經臺北縣議會同意，將可報請中央，將台北縣正式升格為直轄市，並且享有同等直轄市之行政資源運用。雖上開《地方制度法》之規定，僅有準用直轄市財稅與人事規定之條文，並無任何「準直轄市」之用語，然臺北縣政府仍於2007年10月1日，對外宣佈準用直轄市及舉行所屬一級機關新任首長聯合佈達宣誓典禮。
2008年12月，時任中華民國總統馬英九指示儘速讓台北縣「實質」享有直轄市的財政、人事權責。2009年6月23日，內政部審查通過「臺北縣改制直轄市案」；同年7月2日，行政院正式通過臺北縣改制案，臺北縣於2010年12月25日起改制為直轄市，並取「新臺北市」為意含，定名為「新北市」，英文名為「New Taipei City」，成為中華民國境內人口最多的直轄市。

## 歷任縣長

### 實施地方自治前
| 任次 | 肖像 | 姓名 (生–卒)       | 在任時間      | 在任時間      | 黨籍       | 屆次 | 備註                 |
| ---- | ---- | ------------------ | ------------- | ------------- | ---------- | ---- | -------------------- |
| 1    |      | 連震東 (1904–1986) | 1945年11月5日 | 1946年2月16日 | 中國國民黨 | 1    |                      |
| 2    |      | 陸桂祥             | 1946年2月16日 | 1947年6月5日  | 中國國民黨 | 2    |                      |
| 3    |      | 梅達夫 (1900–1980) | 1947年6月5日  | 1951年1月31日 | 中國國民黨 | 3    | 因參選民選縣長請辭。 |
| 代理 |      | 項際科             | 1951年2月1日  | 1951年4月30日 | 中國國民黨 | 3    |                      |

### 實施地方自治後
| 任次 | 肖像           | 姓名 (生–卒)        | 在任時間       | 在任時間       | 黨籍       | 屆次                                   | 備註                                    |
| ---- | -------------- | ------------------- | -------------- | -------------- | ---------- | -------------------------------------- | --------------------------------------- |
| 4    |                | 梅達夫 (1900–1980)  | 1951年5月1日   | 1954年6月2日   | 中國國民黨 | 1                                      | 首位 中國國民黨籍縣長。                 |
| 5    |                | 戴德發              | 1954年6月2日   | 1957年6月2日   | 中國國民黨 | 2                                      |                                         |
| 5    | 1957年6月2日   | 戴德發              | 1960年6月2日   | 3              | 中國國民黨 | 首位連任成功的 中國國民黨籍縣長。      |                                         |
| 6    |                | 謝文程              | 1960年6月2日   | 1963年10月31日 | 中國國民黨 | 4                                      | 縣長任期由三年延長為四年。 任內逝世。   |
| 代理 |                | 李文玉              | 1963年11月8日  | 1964年6月2日   | 中國國民黨 | 4                                      | 臺北縣政府主任秘書代理。                |
| 7    |                | 蘇清波 (1921–2013)  | 1964年6月2日   | 1968年6月2日   | 中國國民黨 | 5                                      |                                         |
| 7    | 1968年6月2日   | 蘇清波 (1921–2013)  | 1969年7月1日   | 6              | 中國國民黨 | 因涉及永和市一樁都市計畫弊案遭到停職。 |                                         |
| 代理 |                | 李文玉              | 1969年7月1日   | 6              | 中國國民黨 | 1970年5月1日                           | 臺北縣政府主任秘書代理。                |
| 7    |                | 蘇清波              | 1970年5月1日   | 6              | 中國國民黨 | 1973年2月1日                           | 判決無罪准予復職。 為合併選舉延長任期。 |
| 8    |                | 邵恩新 (1924－2014) | 1973年2月1日   | 1977年12月20日 | 中國國民黨 | 7                                      |                                         |
| 8    | 1977年12月20日 | 邵恩新 (1924－2014) | 1981年9月14日  | 8              | 中國國民黨 | 改任臺灣省政府民政廳廳長。             |                                         |
| 代理 |                | 武增文              | 1981年9月14日  | 8              | 中國國民黨 | 1981年12月20日                         | 臺灣省政府委員代理。                    |
| 9    |                | 林豐正 (1940－)     | 1981年12月20日 | 1985年12月20日 | 中國國民黨 | 9                                      |                                         |
| 9    | 1985年12月20日 | 林豐正 (1940－)     | 1989年12月20日 | 10             | 中國國民黨 |                                        |                                         |
| 10   |                | 尤清 (1942－)       | 1989年12月20日 | 1993年12月20日 | 民主進步黨 | 11                                     | 首位 民主進步黨籍縣長。                 |
| 10   | 1993年12月20日 | 尤清 (1942－)       | 1997年12月20日 | 12             | 民主進步黨 | 首位連任成功的 民主進步黨籍縣長。      |                                         |
| 11   |                | 蘇貞昌 (1947－)     | 1997年12月20日 | 2001年12月20日 | 民主進步黨 | 13                                     |                                         |
| 11   | 2001年12月20日 | 蘇貞昌 (1947－)     | 2004年5月20日  | 14             | 民主進步黨 | 出任總統府秘書長而辭職。               |                                         |
| 代理 |                | 林錫耀 (1961－)     | 2004年5月20日  | 14             | 民主進步黨 | 2005年12月20日                         | 行政院派任代理縣長。                    |
| 12   |                | 周錫瑋 (1958－)     | 2005年12月20日 | 2010年12月25日 | 中國國民黨 | 15                                     | 因臺北縣改制直轄市而延任，為末任縣長。  |

## 縣府組織
最終的縣政府組織為：
- 一級單位
  - 民政處
  - 財政處
  - 教育處
  - 建設處
  - 工務處
  - 農業處
  - 社會處
  - 勞工處
  - 新聞處
  - 法制處
  - 行政處
  - 交通旅遊處
  - 計畫處
  - 資訊處
  - 人事處
  - 主計處
  - 政風處
- 一級機關
  - 警察局
  - 消防局
  - 衛生局
  - 環境保護局
  - 文化局
  - 地方稅務局

## 行政區劃

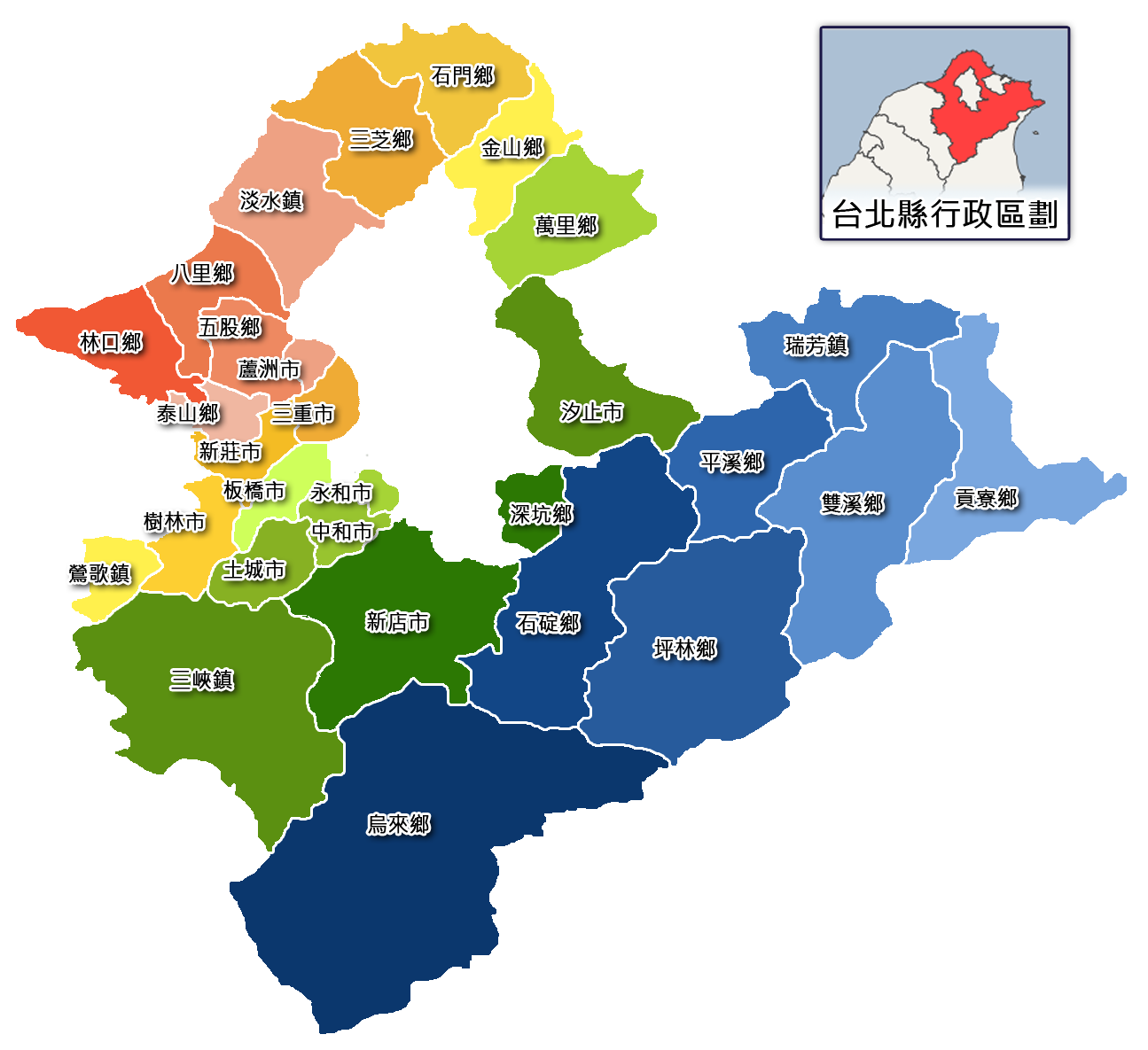
臺北縣行政區劃

民國34年（1945年）臺灣脫離日本統治，臺北州改制為臺北縣，基隆市、臺北市改制為省轄市，民國35年（1946年），自內湖鄉分出南港鎮，鶯歌鎮分出樹林鎮，民國36年（1947年），將七堵鄉劃入基隆市，蘆洲鄉分出三重鎮，縣治遷至板橋鎮，共轄9縣轄區1市42鄉鎮。將文山區烏來鄉、羅東區太平鄉、蘇澳區南澳鄉合併，分出北峰區。蘇澳區蘇澳鎮併入羅東區。民國39年（1950年）調整行政區域，將宜蘭市與宜蘭區、羅東區、蘇澳區、北峰區太平鄉、南澳鄉等2鎮9鄉合併分出宜蘭縣，臺北縣由七星區的4鎮1鄉、新莊區的2鎮3鄉、海山區的4鎮2鄉、文山區的1鎮3鄉、淡水區的1鎮3鄉、基隆區的1鎮5鄉、北峰區烏來鄉等個31鄉鎮組成，並自新莊鎮分出泰山鄉，深坑鄉分出景美鎮、木柵鄉，民國47年（1958年），自中和鄉分出永和鎮，轄15鎮20鄉。民國51年（1962年）三重鎮改制為縣轄市，民國57年（1968年），將景美鎮、木柵鄉、內湖鄉、南港鎮、士林鎮、北投鎮劃入臺北市。民國61年（1972年）縣治板橋鎮改制為縣轄市；民國68年（1979年）中和鄉、永和鎮改制為縣轄市；民國69年（1980年）新莊鎮、新店鎮改制為縣轄市；民國82年（1993年）土城鄉改制為縣轄市；民國86年（1997年）蘆洲鄉改制為縣轄市；民國88年（1999年）汐止鎮、樹林鎮改制為縣轄市。
全縣轄有10市（板橋市、三重市、中和市、永和市、新莊市、新店市、土城市、蘆洲市、汐止市、樹林市）、4鎮（鶯歌鎮、三峽鎮、淡水鎮、瑞芳鎮）、15鄉（五股鄉、林口鄉、深坑鄉、石碇鄉、坪林鄉、八里鄉、三芝鄉、石門鄉、萬里鄉、金山鄉、貢寮鄉、雙溪鄉、平溪鄉、泰山鄉，烏來鄉為山地鄉），共有29個鄉鎮市。

臺北縣人口密度分布。

臺北縣是全臺人口最多的縣市，超過80%的臺北縣居民居住在10個縣轄市當中，其面積大約占臺北縣的六分之一。28.8%的臺北縣居民是從臺北市或高雄市移入的。臺北縣有藍領外籍勞工約5萬人，是臺灣次多。另有外國專業人員約5千人，位居全臺第三。
以下地區為該縣人口集中分布區域：
- 中和永和地區：65萬人/25平方公里
- 三重新莊蘆洲地區：98萬人/43平方公里
- 板橋土城地區：78萬人/52平方公里

各區人口密度除了土城市以外皆超過每平方公里2萬人。其它尚有新店市29萬、汐止市18萬、三峽鶯歌地區18萬、樹林市17萬、淡水鎮13萬等。

## 交通

### 鐵路
| 臺灣鐵路管理局縱貫線 - 五堵車站 - 汐止車站 - 汐科車站 - 板橋車站 - 浮洲車站 - 樹林車站 - 南樹林車站 - 山佳車站 - 鶯歌車站 | 臺灣鐵路管理局宜蘭線 - 四腳亭車站 - 瑞芳車站 - 猴硐車站（平溪線起點） - 三貂嶺車站（平溪線分支點） - 牡丹車站 - 雙溪車站 - 貢寮車站 - 福隆車站 | 臺灣鐵路管理局平溪線 - 大華車站 - 十分車站 - 望古車站 - 嶺腳車站 - 平溪車站 - 菁桐車站 臺灣鐵路管理局林口線 - 林口車站 |

### 高速鐵路
台灣高速鐵路
- 板橋車站

### 捷運
目前台北縣板橋市、中和市、永和市、新店市、淡水鎮、土城市、三重市、蘆洲市、新莊市、泰山鄉、林口鄉等已有捷運到達。通往三峽鎮、鶯歌鎮等之捷運正在施工中；通往汐止市、樹林市、五股鄉、深坑鄉等之捷運正在規劃中。
另外台北縣政府（現新北市政府）主導台北捷運環狀線的興建，目前改由台北市政府捷運工程局主管，第一階段完工，第二階段正在興建中。
| 台北捷運： 淡水信義線 - 竹圍站 - 紅樹林站 - 淡水站 松山新店線 - 新店站 - 新店市公所站 - 七張站 - 大坪林站 小碧潭支線 - 小碧潭站 中和新蘆線 - 南勢角站 - 景安站 - 永安市場站 - 頂溪站 - 台北橋站 - 菜寮站 - 三重站 - 先嗇宮站 - 頭前庄站 - 新莊站 - 輔大站 - 丹鳳站 - 迴龍站 - 三重國小站 - 三和國中站 - 徐匯中學站 - 三民高中站 - 蘆洲站 板南線 - 頂埔站 - 永寧站 - 土城站 - 海山站 - 亞東醫院站 - 府中站 - 板橋站 - 新埔站 - 江子翠站 環狀線 - 十四張站 - 秀朗橋站 - 景平站 - 中和站 - 橋和站 - 中原站 - 板新站 - 新埔民生站 - 幸福站 - 新北產業園區站 | 新北捷運： 淡海輕軌 - 竿蓁林站 - 淡金鄧公站 - 淡江大學站 - 淡金北新站 - 新市一路站 - 淡水行政中心站 - 濱海義山站 - 濱海沙崙站 - 淡海新市鎮站 - 崁頂站 - 臺北海洋大學站 - 沙崙站 - 淡水漁人碼頭站 | 桃園捷運: 機場線 - 新莊副都心站 - 泰山站 - 泰山貴和站 - 林口站 |

### 主要道路

#### 高速公路
| 國道一號（中山高速公路） - 五堵交流道 - 汐止交流道 - 汐止系統交流道（連接國道三號） - 三重交流道 - 五股交流道 - 林口交流道 | 國道三號（福爾摩沙高速公路） - 汐止系統交流道（連接國道一號） - 新台五路交流道 - 新店交流道 - 安坑交流道 - 中和交流道 - 土城交流道 - 三鶯交流道 - 鶯歌系統交流道（連接國道二號） | 國道五號（蔣渭水高速公路） - 石碇交流道 - 坪林交流道 |

註：國道1號與國道3號的左右是按照地理位置編排。
| - 台61線：西部濱海快速公路 - 台61甲：臺北港聯絡線 - 台62線：東西向快速公路萬里瑞濱線 - 台64線：東西向快速公路八里新店線 - 台65線：台北縣特二號快速道路 | - 台1線（三重至新莊） - 台1甲線 - 台2線：淡金公路、基金公路、北部濱海公路 - 台2甲線：陽金公路 - 台2乙線：北淡公路 - 台2丙線：基福公路 - 台2丁線：瑞八公路 - 台3線（板橋至三峽） - 台5線：北基公路（汐止路段） - 台5甲線：起點在台5線上 - 台5乙線：汐止貨櫃車專用道 - 台7乙線（三峽路段） - 台9線：北新公路、北宜公路（新店至坪林） - 台9甲線：新烏公路 - 台15線：西濱公路（八里至林口） | - 縣道101號 - 縣道101甲線：百拉卡公路 - 縣道102號：基瑞公路、瑞雙公路 - 縣道102甲線 - 縣道103號 - 縣道103甲線 - 縣道104號 - 縣道105號（八里至林口） - 縣道106號 - 縣道106甲線 - 縣道106乙線 - 縣道107號 - 縣道107甲線 - 縣道108號： - 縣道109號：深南公路 - 縣道110號： - 縣道110乙線 - 縣道111號 - 縣道114號（鶯歌至板橋） - 縣道116號 - 131條台北縣鄉道 |

### 客運
- 公路客運
  - 1078（三峽 - 白雞）
  - 1079（三峽 - 橫溪 - 竹崙 - 安新 - 五城 - 光華新村 - 捷運新店站）

### 自行車
- 自行車租借系統

### 海運
- 臺北港（位於八里鄉）

### 飛航
- 臺北縣政府行政大樓直昇機停機坪
- 雙和醫院第一醫療大樓直昇機停機坪
- 林口長庚醫院地面停機坪
- 淡水馬偕醫院馬偕樓停機坪
- 消防署停機坪

## 公共設施

### 體育設施
- 板橋體育場（位於板橋市）
- 新莊體育館（位於新莊市，設有新莊體育場棒球場）
- 樹林體育場（位於樹林市）

### 服務中心
- 臺北縣政府聯合服務中心（位於板橋市）
- 七星區聯合服務中心（位於汐止市）
- 北海岸區聯合服務中心（位於淡水鎮）
- 文山區聯合服務中心（位於新店市）

### 社福設施
- 台北縣立仁愛之家（位於萬里鄉）
- 台北縣立八里愛心教養院（位於八里鄉）
- 台北縣立殯儀館（位於板橋市、三峽鎮）

### 交通管理機構
- 台北區監理所（位於樹林市）
- 板橋監理站（位於中和市）
- 板橋地方法院 （页面存档备份，存于）(位於土城市)

### 科技研究機構
- 經濟部中央地質調查所 （页面存档备份，存于）（位於中和市）

## 教育

### 大專院校
- 國立臺北大學
- 國立臺灣師範大學（林口校區）
- 國立臺灣藝術大學
- 輔仁大學
- 淡江大學
- 真理大學
- 華梵大學
- 元智大學（林口校區）
- 法鼓佛教研修學院
- 馬偕醫學院
- 明志科技大學
- 聖約翰科技大學
- 東南科技大學
- 醒吾科技大學
- 致理科技大學
- 景文科技大學
- 華夏科技大學
- 宏國德霖科技大學
- 亞東科技大學
- 黎明技術學院
- 台北海洋科技大學
- 耕莘健康管理專科學校
- 馬偕醫護管理專科學校
- 臺北基督學院
- 憲兵訓練中心
- 國家教育研究院
- 國立空中大學

### 高中職
板橋市
- 國立板橋高級中學
- 臺北縣立海山高級中學
- 國立華僑實驗高級中學
- 臺北縣私立光仁高級中學
- 臺北縣私立光華高級商業職業進修學校
- 臺北縣私立豫章高級工商職業學校

中和市
- 國立中和高級中學
- 臺北縣立錦和高級中學
- 臺北縣私立南山高級中學
- 臺北縣私立竹林高級中學

永和市
- 臺北縣立永平高級中學
- 臺北縣私立復興高級商工職業學校
- 臺北縣私立智光高級商工職業學校

土城市
- 臺北縣立清水高級中學
- 國立海山高級工業職業學校
- 臺北縣私立中華高級中學

三峽鎮
- 臺北縣立明德高級中學
- 臺北縣私立辭修高級中學

鶯歌鎮
- 臺北縣立鶯歌高級工商職業學校

樹林市
- 臺北縣立樹林高級中學
- 臺北縣私立樹人高級家事商業職業學校

新莊市
- 國立新莊高級中學
- 臺北縣立丹鳳高級中學
- 臺北縣私立恆毅高級中學

三重市
- 國立三重高級中學
- 臺北縣立三重高級中學
- 國立三重高級商工職業學校
- 臺北縣私立格致高級中學
- 臺北縣私立金陵女子高級中學
- 臺北縣私立東海高級中學
- 臺北縣私立穀保高級家事商業職業學校
- 臺北縣私立清傳高級商業職業學校

蘆洲市
- 臺北縣立三民高級中學
- 臺北縣私立徐匯高級中學

泰山鄉
- 國立泰山高級中學

林口鄉
- 國立林口高級中學
- 臺北縣私立醒吾高級中學

八里鄉
- 臺北縣私立聖心女子高級中學

淡水鎮
- 臺北縣立竹圍高級中學
- 臺北縣私立淡江高級中學
- 國立淡水高級商工職業學校

金山鄉
- 臺北縣立金山高級中學

萬里鄉
- 臺北縣私立中華商業海事職業學校

汐止市
- 臺北縣立秀峰高級中學
- 臺北縣私立崇義高級中學

瑞芳鎮
- 國立瑞芳高級工業職業學校

雙溪鄉
- 臺北縣立雙溪高級中學

新店市
- 國立新店高級中學
- 臺北縣立安康高級中學
- 臺北縣私立及人高級中學
- 臺北縣私立崇光女子高級中學
- 臺北縣私立開明商業職業學校
- 臺北縣私立南強高級工商職業學校
- 臺北縣私立莊敬高級工業家事職業學校
- 臺北縣私立能仁高級家事商業職業學校

石碇鄉
- 臺北縣立石碇高級中學

## 觀光與文化

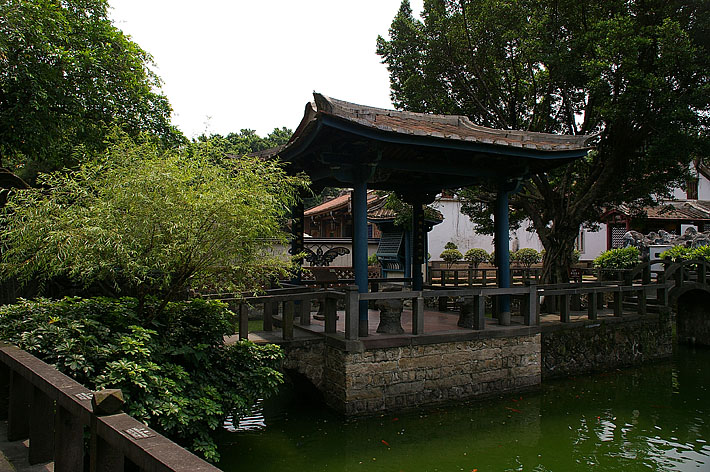
林家花園邸庭園一景

- 林本源園邸
- 紅毛城
- 十三行遺址
- 滬尾礮臺
- 牛津學堂
- 蘆洲李宅
- 大坌坑遺址
- 坪林尾橋

### 文教設施
- 國立中央圖書館臺灣分館（位於中和市）
- 台北縣立圖書館（位於板橋市）
- 台北縣藝文中心（位於板橋市）
- 新莊文化藝術中心（位於新莊市）
- 台北縣立十三行博物館（位於八里鄉）
- 淡水古蹟園區（位於淡水鎮）
- 朱銘美術館（位於金山鄉）
- 九份金礦博物館（位於瑞芳鎮）
- 黃金博物園區（位於瑞芳鎮）
- 台灣煤礦博物館（位於平溪鄉）
- 九份風箏博物館（位於瑞芳鎮）
- 坪林茶業博物館（位於坪林鄉）
- 烏來泰雅民族博物館（位於烏來鄉）
- 世界宗教博物館（位於永和市）
- 臺北縣立鶯歌陶瓷博物館（位於鶯歌鎮）
- 李梅樹紀念館（位於三峽鎮）

### 旅遊景點
- 深坑老街
- 九份、金瓜石
- 淡水老街、紅毛城、淡水漁人碼頭
- 八里左岸公園、八仙海岸、十三行博物館

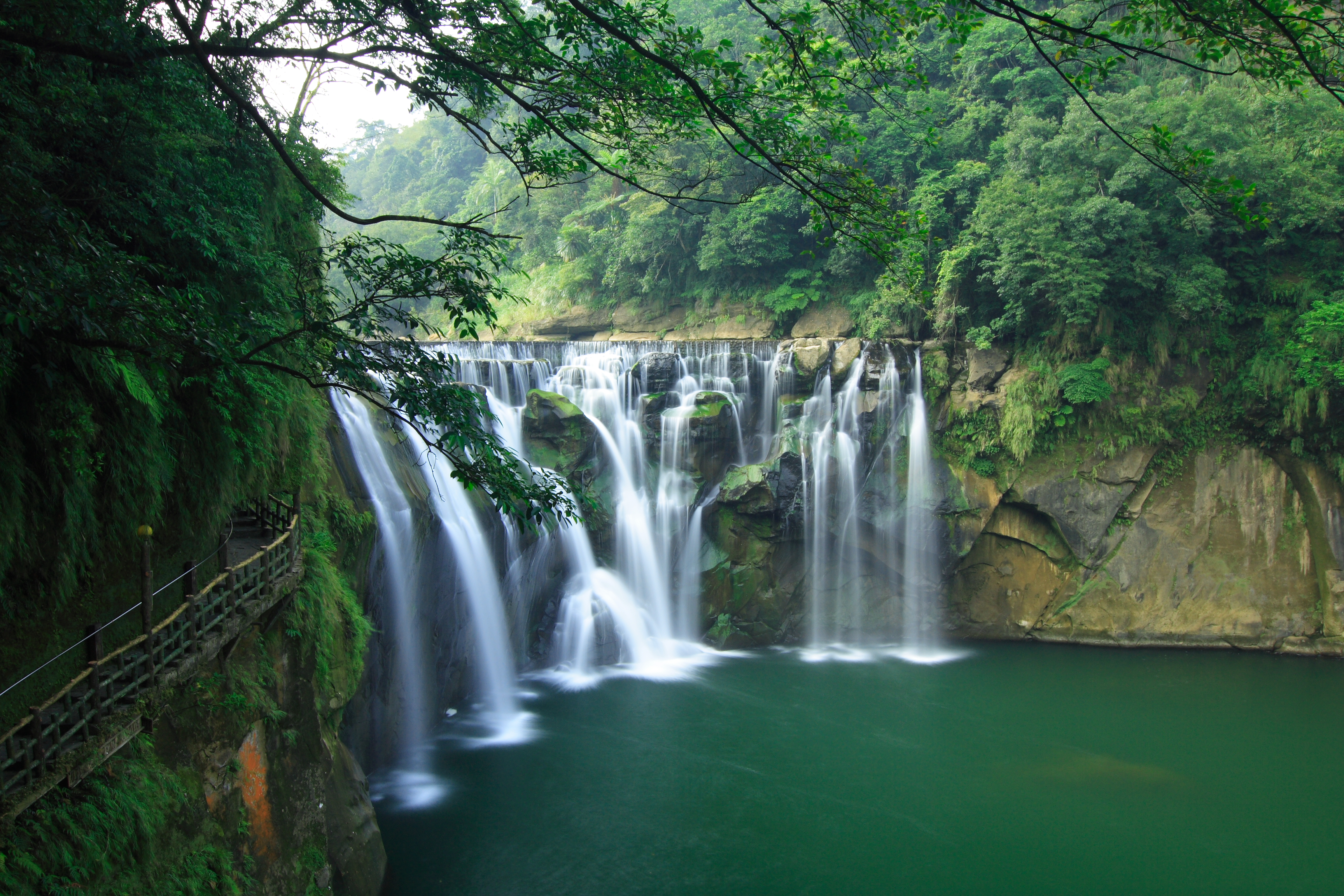
十分瀑布

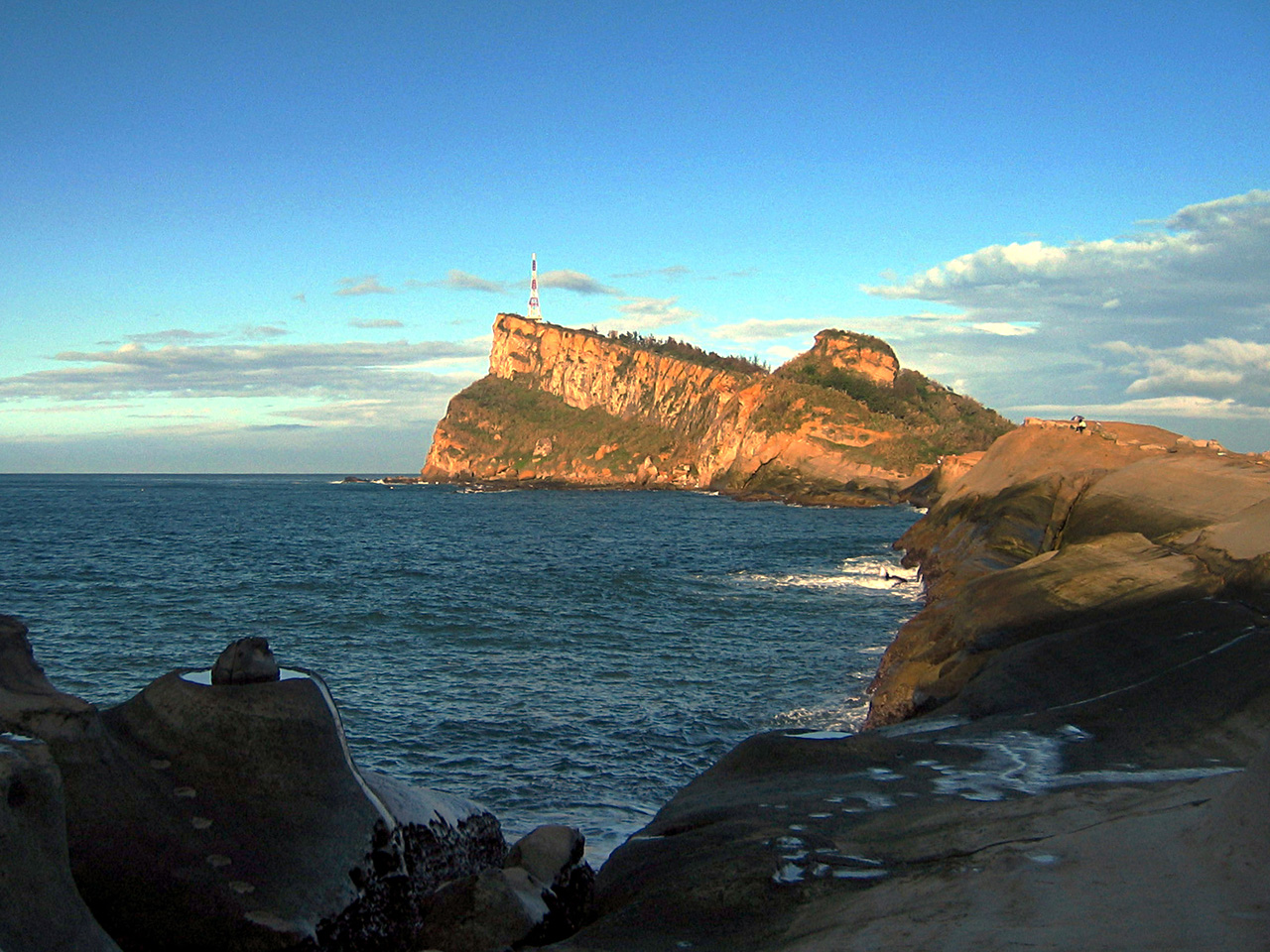
遠眺野柳岬。左近為燭臺石

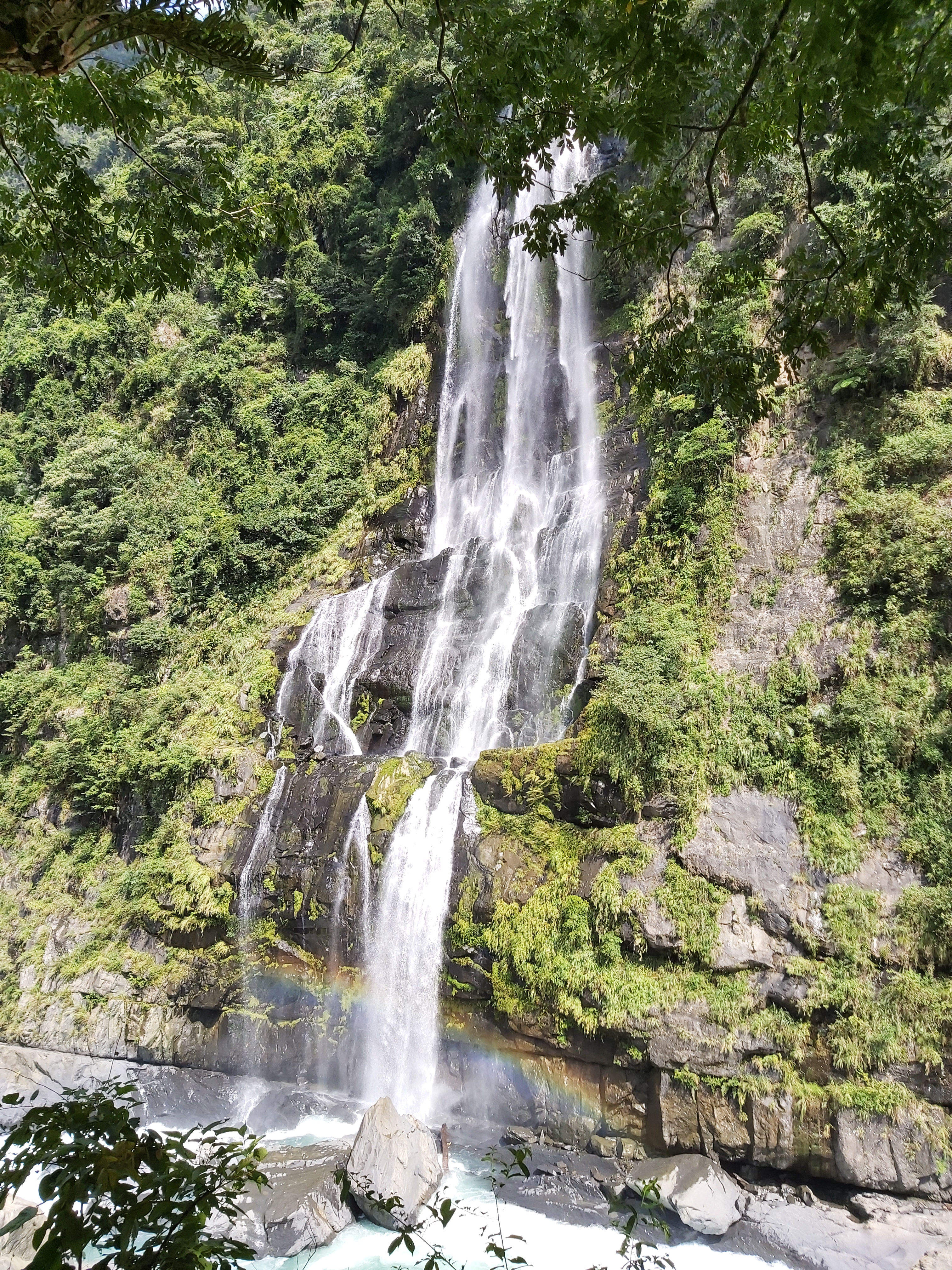
位於烏來風景區的瀑布

- 三峽老街、三峽長福巖、三峽拱橋&八張左岸、鳶山
- 鶯歌鎮陶瓷老街、陶瓷博物館、鶯歌石
- 新店市碧潭風景區
- 翡翠灣風景區
- 福隆海水浴場
- 烏來鄉溫泉
- 坪林茶業博物館
- 東北角暨宜蘭海岸國家風景區
- 十分瀑布
- 野柳風景特定區
- 圓通禪寺、烘爐地
- 森林遊樂區
  - 滿月圓森林遊樂區
  - 大板根森林遊樂區
  - 內洞森林遊樂區
- 北海岸濱海公路

## 姊妹縣市
臺北縣至升格前，在世界各地共締結了8個姊妹城市。
- 美国俄亥俄州辛辛那提（Cincinnati City, Ohio, USA）
- 美国佛罗里达州迈阿密-戴德县 （Miami-Dade County, Florida, USA）
- 美国俄亥俄州里奇蘭郡 （Richland County, Ohio, USA）
- 美国加利福尼亚州洛杉矶县 （County of Los Angeles,California, USA）
- 美国马里兰州巴爾的摩 （County of Baltimore, Maryland, USA）
- 美国德克萨斯州哈里斯郡 （County of Harris Texas, USA）
- 德国施塔恩贝格县（Starnberg, Germany）
- 菲律賓黎剎省（Province of Rizal, Philippines）

## 本縣出身的名人

### 政治
- 李登輝（前總統）
- 林日高
- 林豐正（前縣長、前內政部長）
- 黃志雄（前立委）
- 林鴻池（前立委）
- 趙永清（前立委）
- 吳清池（前立委）
- 林德福（現立委）
- 卓冠廷
- 韓國瑜（現任中華民國立法院院長）

### 藝術
- 李石樵
- 李梅樹
- 江文也
- 楊三郎 (畫家)
- 楊三郎 (作曲家)

### 演藝
- 周杰倫
- 蔡依林
- 舒淇
- 天心
- 涂善妮
- 陳淑樺
- 劉真
- 董至成
- 林心如
- 林宗仁

### 商業
- 王永慶

### 學術
- 施乾（公益活動）
- 杜聰明（醫學）
- 張我軍（文學）
- 陳文成（科學）
- 王昶雄（文學）

## 統計
| 排名 | 本籍             | 臺北縣人口 | 比率   |
| ---- | ---------------- | ---------- | ------ |
| 1    | 臺北縣           | 8,617      | 0.7%   |
| 2    | 臺中縣           | 870,605    | 67.7%  |
| 3    | 中國大陸各省市籍 | 103,836    | 8.1%   |
| 4    | 彰化縣           | 59,900     | 4.7%   |
| 5    | 南投縣           | 48,693     | 3.8%   |
| 6    | 臺中市           | 35,433     | 2.8%   |
| 7    | 雲林縣           | 30,380     | 2.4%   |
| 8    | 苗栗縣           | 24,270     | 1.9%   |
| 9    | 嘉義縣           | 18,816     | 1.5%   |
| 10   | 臺南縣           | 16,040     | 1.2%   |
| 11   | 屏東縣           | 12,912     | 1.0%   |
| 12   | 高雄縣           | 8,508      | 0.7%   |
| 13   | 臺東縣           | 6,690      | 0.5%   |
| 14   | 臺北市           | 5,663      | 0.4%   |
| 15   | 桃園縣           | 5,265      | 0.4%   |
| 16   | 花蓮縣           | 4,955      | 0.4%   |
| 17   | 新竹縣           | 4,308      | 0.3%   |
| 18   | 宜蘭縣           | 4,098      | 0.3%   |
| 19   | 高雄市           | 3,617      | 0.3%   |
| 20   | 臺南市           | 2,332      | 0.2%   |
| 21   | 澎湖縣           | 2,321      | 0.2%   |
| 22   | 嘉義市           | 2,311      | 0.2%   |
| 23   | 基隆市           | 1,920      | 0.1%   |
| 24   | 金門縣           | 1,847      | 0.1%   |
| 25   | 新竹市           | 960        | 0.1%   |
| 26   | 外國籍           | 570        | 0.0%   |
| 27   | 連江縣           | 162        | 0.0%   |
|      | 總計             | 1,285,029  | 100.0% |